# Scopula alstoni
Scopula alstoni är en fjärilsart som beskrevs av Louis Beethoven Prout 1919. Scopula alstoni ingår i släktet Scopula och familjen mätare. Inga underarter finns listade.